# Manuel Jorge Forbes de Bessa
Manuel Jorge Forbes de Bessa (Porto, 24 de Agosto de 1864 — Matosinhos, 17 de Julho de 1934) foi um político português da Primeira República.

## Biografia
Após a Implantação da República, Forbes de Bessa foi eleito deputado à Assembleia Constituinte de 1911, tendo permanecido como deputado durante a I Legislatura, até 1915. Foi o primeiro presidente eleito da Câmara dos Deputados, eleito na primeira Sessão Legislativa, a 26 de Agosto de 1911.
Foi eleito Senador em 1918, pelo círculo eleitoral do Douro, nas listas do Partido Nacional Republicano. Em 19 de Julho de 1918, foi eleito Presidente do Senado, sucedendo a António Xavier Correia Barreto. No período do sidonismo foi ainda ainda chamado a desempenhar as funções de ministro de Portugal junto da Santa Sé. Foi ainda secretário da Presidência da República durante a ditadura de Sidónio Pais.
Foi iniciado na Maçonaria na Loja Independência, do Porto, com o nome simbólico de "Passos". Transitou nesse mesmo ano para a Loja Obreiros do Progresso.
Nunca aceitou condecorações por ser Maçon.